# Franz von Roques
Franz von Roques (Treysa, 1 september 1877 – aldaar, 7 augustus 1967) was een Duitse generaal. In de Tweede Wereldoorlog leidde hij een militair district in Rusland waar hij instond voor bestrijding van partizanen en medeplichtig was aan Jodenvervolgingen. 

## Biografie
Franz von Roques werd geboren in Treysa (Hessen). Tijdens de Eerste Wereldoorlog klom hij op van bataljonscommandant tot stafofficier. Hij diende aanvankelijk van het Derde Beierse Legerkorps en vanaf 1917 van het Tiende Legerkorps. Na de wapenstilstand bleef hij actief in het leger, in het Eenentachtigste Regiment. Daarna bekleedde hij staffuncties bij het Ministerie van Defensie en het General Kommando IX.

## Tweede Wereldoorlog
Franz von Roques was aanvankelijk actief aan het westelijk front. Hij was aanwezig in de treinwagon in Compiègne bij de overgave van de Franse generaals. In 1941 werd von Roques bevelhebber van het noordelijke militaire district in Rusland (rückwärtiges Heeresgebietskommando 102 - Nord). Hij leidde de Sicherungsdivisionen die instonden voor de bestrijding van partizanen achter het front. Maar zijn commando stond ook in voor de communicatie, werktroepen en de spoorwegen. 

## Jodenvervolging
De Sicherungsdivisionen werkten ook actief mee met de Einsatzgruppen die instonden voor het verzamelen en vermoorden van de joodse bevolking in de veroverde Russische gebieden. In totaal zouden 500.000 mensen vermoord zijn door de Duitsers in de drie militaire districten in Rusland. Na de oorlog werd Franz von Roques, in tegenstelling tot zijn neef Karl von Roques, niet veroordeeld in Neurenberg. Karl van Roques, die eenzelfde functie uitoefende achter Heeresgruppe Süd (Legergroep Zuid), werd veroordeeld tot 20 jaar gevangenisstraf wegens oorlogsmisdaden.

## Militaire carrière
- General der Infanterie z.V.: 1 juli 1941[1]
- Generalleutnant: 1 januari 1933[1]
- Generalmajor: 1 februari 1931[1]
- Oberst: 1 januari 1928[1]
- Oberstleutnant: 1 februari 1923[1]
- Major:[1]
- Hauptmann:[1]
- Oberleutnant:[1]
- Sekondelieutenant: 20 juli 1897[1]
- Fahnenjunker: 28 februari 1896[1]

## Onderscheidingen
- Duitse Kruis in zilver  op 30 april 1943 als General der Infanterie z.V. en Kommandierender General der Sicherungstruppen und Befehlshaber im Heeresgebiet Nord[1][2]
- Ridder in de Huisorde van Hohenzollern[1]
- IJzeren Kruis 1914, 1e Klasse en 2e Klasse[1]
- Kruis voor Oorlogsverdienste, 1e Klasse  en 2e Klasse met Zwaarden[1][2]
- Orde van Militaire Verdienste (Beieren), 4e Klasse met Zwaarden[1]
- Algemeen Ereteken (Hessen-Darmstadt)[1]
- Kruis voor Militaire Verdienste (Brunswijk), 2e Klasse[1]
- Erekruis voor Frontstrijders in de Wereldoorlog in 1934[1]
- Dienstonderscheiding van Leger en Marine[1]